# Bristol (hrabstwo Dane)
Bristol – miasto w Stanach Zjednoczonych, w stanie Wisconsin, w hrabstwie Dane.